# کرنلیا گرسلر
کرنلیا گرسلر (انگلیسی: Kornelia Gressler؛ زادهٔ ۹ نوامبر ۱۹۷۰) ورزشکار ورزش شنا اهل آلمان است.
وی در مسابقات کشوری و بین‌المللی در مجموع برندهٔ ۵ مدال طلا، ۲ مدال نقره شده‌است.